# Aktion Freiheit statt Angst
Aktion Freiheit statt Angst e. V. ist ein im Januar 2009 gegründeter eingetragener Verein mit Sitz in Berlin, der sich für Bürgerrechte, insbesondere den Datenschutz und die Informationsfreiheit, einsetzt. Er ist parteipolitisch, ethnisch und konfessionell neutral.

## Zweck
Der Zweck des Vereins ist das Werben für die Einhaltung von Bürger- und Menschenrechten (insbesondere des Datenschutzes), der Schutz der Privatsphäre, das Recht auf informationelle Selbstbestimmung und die Informationsfreiheit.
Neben der Satzung gibt es eine „Gemeinsame Erklärung“, die das Selbstverständnis des Vereins darlegt und für deren Unterstützung durch die Öffentlichkeit geworben wird.
Der Verein wird nach außen durch zwei Vorstandsmitglieder und den Kassenwart vertreten. Am 25. November 2011 wurde dem Verein vom Finanzamt für Körperschaften in Berlin die Gemeinnützigkeit bestätigt.

## Informations- und Bildungsangebote
Neben den Berichten über die Arbeit des Vereins verweisen täglich erscheinende Artikel auf den Webseiten auf die den Verein betreffenden aktuellen Themen hin. Verweise zu diesen Artikeln werden in den sozialen Medien, z. Zt. auf Diaspora, Mastodon, Tumblr und X/Twitter gepostet. Monatlich werden Interessierte über einen Newsletter informiert. Videos von wichtigen Veranstaltungen werden auf Youtube geteilt und laufen wöchentlich im Freien Fernsehen von Alex TV (ehemals Offener Kanal Berlin).

### Bildungsangebote
Mit einem Bildungsangebot bietet der Verein Schulen und Jugendfreizeitheimen die Möglichkeit, Workshops zu den Themen „Demokratie & Recht“, „Datenschutz & Datensicherheit“ und „Selbstschutz & Medienkompetenz“ zu bestellen.
Jährliche Workshops zum Safer Internet Day finden entweder als CryptoParty mit direkten Schulungen zu Verschlüsselung und Datensicherheit statt oder es wird in Diskussionen gemeinsam nach einer Strategie für ein sinnvolles Verhalten bezüglich der eigenen Sicherheit im Internet gesucht.

### „Meine Daten gehören mir“
Unter dem Motto „Meine Daten gehören mir“ wendet sich der Verein an die Öffentlichkeit, um darauf hinzuweisen, dass die Menschen durch die Nutzung scheinbar „kostenloser“ Internetdienste, wie Google, Facebook, WhatsApp, Twitter/X, Instagram, LinkedIn u. v. m. ihre Privatsphäre an diese US-Internetgiganten (Big Five/GAFAM) ausliefern. Auf der Internetseite, in Workshops und diversen Informationsständen stellt der Verein sichere Messenger und andere Möglichkeiten vor, wie man sich vor den „Datenkraken“ schützen kann.

### Projektträger
Der Verein Aktion Freiheit statt Angst e.V. organisiert und verwaltet geförderte Projekte mit dem Schwerpunkt der Förderung der demokratischen Kultur und der Friedensbewegung. Damit werden menschenfeindliche und extremistische Einstellungen frühzeitig verhindert und kulturelle Vielfalt etabliert.
- Mai 2023: „Sensenmähwettbewerb Uckermark 2023 - Ein Fest für Alle“[11]
- Dezember 2022: „Interkulturelles Weihnachtssternebasteln im Kulturhaus Kino Brüssow“[12]

Die Projekte wurden vom Bundesministerium für Familie, Senioren, Frauen und Jugend im Rahmen des Förderprogramms „Demokratie Leben!“ gefördert.

## Aktionen und Kampagnen
In Pressemitteilungen und Stellungnahmen weist der Verein unter anderem auf die Gefahren für die Privatsphäre durch Überwachungsgesetze (Vorratsdatenspeicherung von Kommunikations- und Reisedaten, RFID-Chips in Ausweisen und Pässen, Zwangserfassung biometrischer Daten), aber auch durch die Wirtschaft (Kundenkarten, Cookies, Apps) hin.
Vom Verein werden Infostände im Berliner Stadtgebiet, Kunstaktionen, Kundgebungen, Podiumsdiskussionen und Workshops zur politischen Bildung durchgeführt. Auf diesen Veranstaltungen informieren die Aktiven des Vereins über aktuell geplante Gesetze auf dem Gebiet der Sicherheitspolitik sowie zum Verbraucherschutz und warnen vor Computer-Sicherheitslücken.

### Überwachung durch Staat und Wirtschaft
Der Verein beschreibt die Gefahren von Anpassung infolge einer Einführung der Vorratsdatenspeicherung, und warnt vor der Einschränkung der Informationsfreiheit.
Auch auf den in Deutschland fehlenden Arbeitnehmerdatenschutz macht der Verein aufmerksam.

### Einsatz für Informationsfreiheit und Transparenz
Entsprechend dem Motto „Offene Daten nützen – Private Daten schützen!“ unterstützt der Verein die Initiative Transparente Zivilgesellschaft von Transparency International und setzt sich für Transparenz auch in Behörden und Wirtschaftsunternehmen ein.

### Zensus 2011
Die unter anderem vom Verein betriebene Mobilisierung gegen die Volkszählung, den Zensus im Juni 2011, hatte nur geringen Erfolg.

### Kampagne für verschlüsselte Mails im Online-Handel
Im Herbst 2014 hat der Verein eine Initiative begonnen, um Betreiber von Online-Shops dazu zu bringen, die Privatheit ihrer Kunden technisch besser zu unterstützen. Dazu sollen sie die üblichen Bestätigungsmails mittels OpenPGP-verschlüsselter E-Mails (GnuPG) an ihre Kunden übertragen. Auf verschiedenen Ebenen werden, auch zusammen mit den zuständigen Datenschutzbeauftragten und Verbraucherverbänden, die juristischen und technischen Hindernisse untersucht.
Im Frühjahr 2017 hat Aktion Freiheit statt Angst diesen Vorschlag für verschlüsselte Bestätigungsmails bei Onlinegeschäften als IT-Lösung beim Wettbewerb der Initiative Mittelstand zur CEBIT eingereicht. Die Idee wurde als eine der besten in der Kategorie IT-Security bewertet.

### Menschenrechtsverletzungen
Die Menschenrechte sieht der Verein auch durch die Flüchtlingspolitik an den EU-Außengrenzen gefährdet und wendet sich deshalb gegen Frontex. Der Verein verurteilt die Verschärfungen des Asylrechts in Deutschland und der EU.

### Drohnen für Krieg und Überwachung
Vom Verein wird die automatisierte Kriegsführung durch Drohnen und andere „intelligente“ Systeme als Gefahr für die Menschenrechte angesehen. Deshalb engagiert sich der Verein seit 2011 in der bundesdeutschen Antidrohnenbewegung, speziell in der Drohnen-AG der Friedenskoordination Berlin. Im Rahmen dieses Bündnisses fand im Dezember 2013 das erste europäische Treffen der Anti-Drohnenbewegung in Berlin statt. Der erste globale Aktionstag gegen Kampf- und Überwachungsdrohnen am 4. Oktober 2014 wurde vom Verein mitgetragen.
Zusammen mit Elsa Rassbach, einer Deutsch-Amerikanischen Filmemacherin, Journalistin und Friedensaktivistin bietet der Verein seit 2019 die Ausstellung der „Drohnen-Quilts“ in Deutschland an. In Kirchen, in Kinos und bei Veranstaltungen können die 6 Patchwork-Decken und die dazu gehörenden Texttafeln ausgestellt werden. Sie wurden hergestellt im Gedenken an über 300 namentlich bekannte Kinder, die durch US-Drohnen in Afghanistan, Pakistan und Jemen ermordet wurden. Die Ausstellung kann weiterhin über den Verein ausgeliehen werden.

### Sammlung von Datenpannen und -skandalen im Web
Auf den Webseiten des Vereins wurden über 5000 Verweise zu Datenmissbrauch (Datenpannen und -skandale) und Verletzungen der Grundrechte (Recht auf informationelle Selbstbestimmung, Informationsfreiheit) dokumentiert. Regelmäßig informiert der Verein ergänzend zu den Datenpannen, die oft durch Nachlässigkeit und Programmfehler verursacht werden auch über Datenskandale, die durch kriminelle Machenschaften entstehen.

### Zwangsdigitalisierung
Unter dem Stichwort Zwangsdigitalisierung prangert der Verein die Zwänge zur Nutzung digitaler Geräte an. Er sieht darin eine Diskriminierung der Menschen, die durch die Nicht-Inanspruchnahme von Smartphones und Laptops bereits in vielen Bereichen des Lebens von der Teilhabe ausgeschlossen werden (siehe und). Angefangen beim biometrischen Foto und Fingerabdruck in Ausweis und Pass wird der Zwang auf die Menschen immer weiter ausgedehnt.
Durch eine Zwangs-ePA, die Elektronische Gesundheitsakte (ePA) und Elektronisches Rezept werden sensible Gesundheitsdaten Gefahren ausgesetzt. Ein zentraler Kritikpunkt ist der ungehinderte Zugriff auf unsere Gesundheitsdaten durch (beliebige) Forschungseinrichtungen. Das bedeutet im Endergebnis, dass alle Menschen zu Versuchskaninchen der Pharmaindustrie werden könnten. Aber auch die fehlende Segmentierung des Zugriffs, z. B. auf psychologische Daten und der mögliche Missbrauch durch nicht autorisierte Personen sind weiterhin zu kritisieren. Die ePA wird automatisch für jede/n angelegt und man kann ihr nur aktiv widersprechen.
- Bahnfahrkarten der Deutschen Bahn sollen nur noch gegen eine Telefonnummer oder E-Mail-Adresse verkauft werden.[35]
- Postpakete können an DHL-Paketstationen teilweise nur noch über eine Smartphone-App abgeholt werden.[36]
- Carsharing-Mietauto, Pedelecs-Fahrräder und E-Roller sind nur per App zu ordern.[37]
- Tickets für Theater, Museen, Konzerte sind fast ausschließlich nur noch online zu erwerben.

## Ehrenmitglieder
Auf der Jahresmitgliederversammlung des Vereins im Sommer 2016 haben die Mitglieder einstimmig beschlossen Edward Snowden eine Ehrenmitgliedschaft anzutragen. Er hat der Welt mit seinen Enthüllungen einen großen Dienst erwiesen. Der Verein ist dankbar für seine Entscheidung, der Welt die Augen zu öffnen und das sogar unter Aufgabe seiner Karriere und dem Verlust seiner Familie. Edward Snowden hat die Ehrenmitgliedschaft angenommen.
Das Engagement des Vereins Freiheit statt Angst e.V. für die Verteidigung der Menschenrechte und Menschenwürde, insbesondere bei der Aufklärung zur Überwachung durch Staat und Wirtschaft inspirierten den Musiker Hans-Jürgen Dreßler 2016, dem Verein eine Hymne zu schreiben. Er fühlt sich geehrt, wie Edward Snowden Ehrenmitglied des Vereins zu sein.

## Nominierung für den Deutschen Engagementpreis
2013 wurde der Verein für seinen Einsatz bei der Aufklärung der Menschen über eine sichere Nutzung der Informationstechnik auf Workshops und an Infoständen für den deutschen Engagementpreis nominiert.

## Mitgliedschaften
Der Verein ist Mitglied bei
- European Civil Liberties Network (ECLN)[42]
- Flüchtlingsrat Berlin e.V.[43]
- Fundamental Rights Platform / Agentur der Europäischen Union für Grundrechte[44]
- Kooperation für den Frieden[45]
- IMI – Informationsstelle Militarisierung e.V.[46]
- World Beyond War[47]

Der Verein ist seit 2011 bei der Europäischen Kommission als Interessenvertretung unter der Registernummer 17019643006-45 registriert.
Im August 2013 wurde der Verein als Organisation Teilnehmer der Europäischen Plattform für Grundrechte. Im April 2014 nahm der Verein mit über 100 anderen NGOs aus Europa an der 7. Sitzung der Fundamental Rights Platform in Wien teil.